# Humine
Humine sind neben den Fulvosäuren und den Huminsäuren Bestandteile des Humus. Sie gehören somit zu den Huminstoffen. Alle drei Stoffgruppen entstehen bei der Zersetzung von Pflanzenmaterial (Humifizierung). Humine sind jedoch im Gegensatz zu den anderen beiden Gruppen nicht gut in Lauge löslich, was man zu ihrer Abtrennung nutzen kann.